# Cynthia Corla
Cynthia Corla Pricillia, znana jako Bunda Corla (ur. 4 lipca 1974) – indonezyjska osobowość internetowa, piosenkarka i aktorka.

## Filmografia

### Serial telewizyjny
| Rok  | Tytuł                 | Rola       | Notatki |
| ---- | --------------------- | ---------- | ------- |
| 2004 | Gembel Naik Kelas     | Tia Medusa |         |
| 2004 | Si Macan Jadi Sandera |            | Figurki |
| 2004 | Si Bajaj              | Pasażer    | Figurki |

### Program telewizyjny
| Rok  | Tytuł                       | Rola             | Notatki |
| ---- | --------------------------- | ---------------- | ------- |
| 2023 | Ramadan Itu Berkah          | Gość             |         |
| 2023 | Lapor Pak!                  | Gość             |         |
| 2023 | Miss Mega Bintang Indonesia | Sędzia zastępczy |         |
| 2023 | D'Koplo                     | Sędzia zastępczy | Sezon 1 |
| 2025 | Catatan Demokrasi           | Osoba źródłowa   |         |

## Nagrody i nominacje
Nagrody AMI dla najlepszego solowego artysty/grupy/współpracy electro dangdut.
| Rok  | Nagrody                  | Kategoria                                                      | Nominacja                          | Wyniki     |
| ---- | ------------------------ | -------------------------------------------------------------- | ---------------------------------- | ---------- |
| 2023 | Anugerah Musik Indonesia | Artis Solo Pria/Wanita/Grup/Kolaborasi Dangdut Elektro Terbaik | "No Comment" (bersama Tuty Wibowo) | zwycięstwo |
| 2023 | Dahsyatnya Awards        | Si Paling Viral Terdahsyat                                     | Cynthia Corla Pricillia            | nominacja  |